# 卓社大山
卓社大山（たくしゃだいさん）は、台湾の南投県仁愛郷に位置する標高3,368mの山。

## 概要
- 南投県仁愛郷の法治村と地利村の最高峰であり、台湾百岳では40位であった。
- 北東側に伸びる稜線は干卓萬山三叉峰で東西に分かれ、東は干卓萬山、西は牧山と火山が位置している。
- 山体が大きく、山腹が急峻なことからこの名が付いた[1]。

## 神話
- 大洪水神話太古の昔に大蛇が暴れて濁水渓をふさいで氾濫し、全土が水浸しになったが、玉山、東郡大山、卓社大山の3山だけが、沈まずに最後の避難場所になったという[2]。
- 太陽征伐太古の昔、太陽は2つ存在し、地上の生物は暑さに苦しんでいた。勇者は子供を連れて、太陽を征伐するために卓社大山から旅に出た。長い道のりの末、世界の果てである東郡大山（大石公山という説もある）にたどり着き、弓を引いて矢を放った。すると太陽の一つが矢に射抜かれ、月に変わった。帰還した際には勇者はすでに亡くなっており、子供たちは老人になってしまったという[2]。